# Port lotniczy Cacique Aramare
Port lotniczy Cacique Aramare (IATA: PYH, ICAO: SVPA) – port lotniczy w Puerto Ayacucho, w stanie Amazonas, w Wenezueli.